# Ruta Provincial 6 (Misiones)
La Ruta Provincial 6 es una carretera argentina con jurisdicción en la Provincia de Misiones. Recorre aproximadamente 56 kilómetros dentro de los departamentos San Ignacio y Oberá. Tiene su inicio a orillas del río Paraná en la localidad de Corpus y culmina en la Ruta Nacional 14 en Campo Viera.

## Recorrido

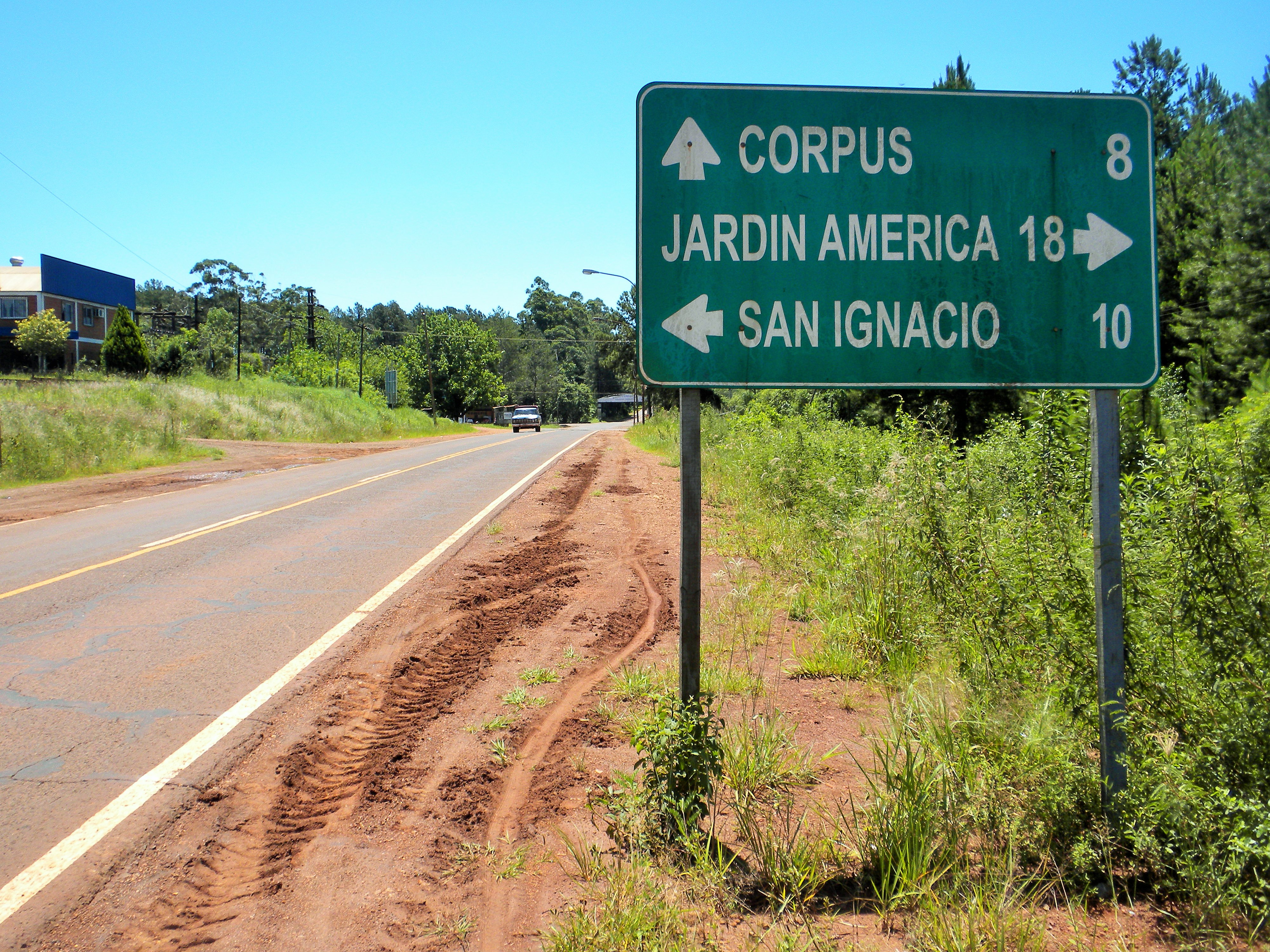
La RP6 en su cruce con la RN14, en Gobernador Roca.

La ruta tiene sentido general oeste-este y está totalmente asfaltada. Tiene su inicio a orillas del río Paraná en la localidad de Corpus y atraviesa el pueblo de Gobernador Roca, donde se cruza con la Ruta Nacional 12. Dentro del municipio de Santo Pipó, se cruza además con la Ruta Provincial 5. La ruta continúa en dirección este hasta culminar en la Ruta Nacional 14 en la localidad de Campo Viera.

## Localidades
Las ciudades y pueblos por los que pasa esta ruta son las siguientes:
- Departamento San Ignacio: Corpus, Gobernador Roca.
- Departamento Oberá: Campo Viera.

## Estado de conservación
A 2016 el tramo que va desde la Ruta Nacional 12 en Gobernador Roca hasta la localidad de Corpus se encontraba en mal estado. En el año 2020 tras cuatro años de reclamo fueron girados fondos nacionales para obras en la ruta provincial.